# Pálosvörösmart
Pálosvörösmart is een plaats (község) en gemeente in het Hongaarse comitaat Heves. Pálosvörösmart telt 672 inwoners (2007).